# Lobbanáspont

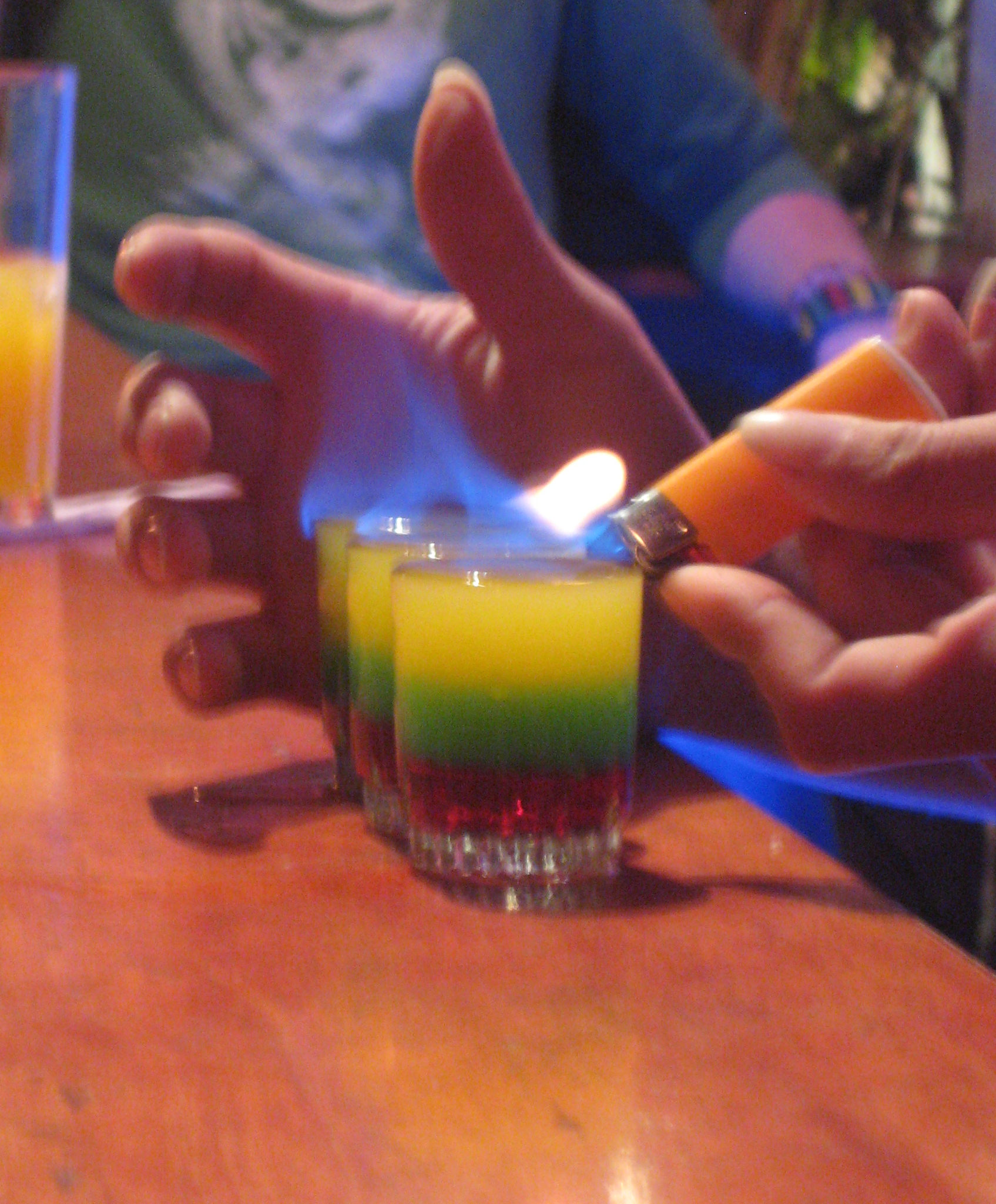
Meggyújtott alkoholos koktélok

A lobbanáspont az a legalacsonyabb hőmérséklet, amelyen egy illékony folyadék gőze a levegővel meggyújtható elegyet hoz létre. A lobbanáspont méréséhez gyújtóforrás szükséges. Egy magasabb hőmérséklet elérésével öngyulladás történhet.

## Lobbanáspont, gyulladáspont, öngyulladás fogalma
A folyadékok gőznyomása a folyadék hőmérsékletének függvénye. A hőmérséklet emelkedésével nő a gőznyomás is, így a levegőben nő az elpárolgott gyúlékony anyag koncentrációja. Így tehát az elpárolgott gyúlékony anyag levegőbeli koncentrációját a hőmérséklet határozza meg.
A lobbanásponton a gyújtóforrás eltávolításával a folyadék gőzének égése leállhat. A lobbanáspont nem keverendő össze az öngyulladási hőmérséklettel, ez utóbbi elérésekor nincs szükség gyújtóforrásra.
Valamivel magasabb hőmérséklet a gyulladáspont, amelyen a gőzt meggyújtva az a gyújtóforrás eltávolítása után is folyamatosan ég. Ha az anyag felülete nagy az égés olyan intenzív lehet hogy robbanásként jelentkezik, pl. sújtólég, vagy porlasztóval előállított üzemanyag-levegő keverék.
Sem a lobbanás-, sem a gyulladáspont nincs kapcsolatban a gyújtóforrás vagy az égő folyadék hőmérsékletével, ez utóbbiak jóval magasabbak.
A lobbanáspontot gyakran használják a folyékony tüzelőanyagok jellemzésére, de azon folyadékoknál is használják, melyeket nem tüzelőanyagként használnak fel. A lobbanáspont mind a gyúlékony, mind az éghető folyadékokra vonatkozik. Ezek definiálására számos nemzetközi szabvány létezik, de a legtöbb a 43 °C alatti lobbanáspontú anyagokat gyúlékonynak, az ennél magasabb lobbanáspontúakat pedig éghetőnek nevezi.
Minden gyúlékony folyadék gőze más-más levegőbeli koncentráció esetén gyújtható meg. A gyúlékony folyadék lobbanáspontja az a legalacsonyabb hőmérséklet, amelyen már elég sok oldószergőz van jelen ahhoz, hogy gyújtóforrás hatására meggyulladjon.

## Öngyulladás
Gyúlékony anyagoknál észlelt jelenség, hogy normál légkörben egy adott hőmérsékleten az oxigénnel intenzív, önfenntartó reakcióba lép, mely égésként jelentkezik.  Ezt nevezzük öngyulladási hőmérsékletnek, vagy gyulladáspontnak.
A gyulladáspont hőmérséklete függ az anyagtól, a nyomástól, oxigén-tartalomtól is. Az öngyulladás a dízelmotorokban kívánatos, az Otto motorokban kerülendő jelenség.
Öngyulladásra hajlamos szilárd anyagoknál a lobbanáspont nem értelmezhető, mert vagy nincs folyékony állapotuk, vagy már előtte felemészti őket az intenzív Redoxireakció. Szerves és egyéb kevert anyagoknál az öngyulladás a gyulladásponti hőmérséklet előtt is beindulhat, hiszen az anyag bomlása önmagában is hőt termel, ami ha megmarad egy önmagát erősítő folyamatot indít el.

## A lobbanáspont mérése
A lobbanáspont mérésének kétféle alapvető módszere van: nyílt és zárt téri.
A nyílt téri lobbanáspontot mérő készülékben a mintát egy fűthető nyitott tégely tartalmazza, mely fölé a mérés során bizonyos időközönként lángot adnak. A mért lobbanáspont változik a láng folyadékfelülettől mért távolságától függően, és egy bizonyos távolság esetén egybe fog esni a gyulladásponttal. A legismertebb készüléktípus a Cleveland Open Cup (COC).
A zárt téri lobbanáspont mérő berendezéseknek két típusa van: nem egyensúlyi – ilyen például a Pensky–Martens, amelynél a folyadék feletti gőz nincs hőmérsékleti egyensúlyban a folyadékkal –, illetve egyensúlyi – mint a Small Scale (ismertebb nevén Setaflash), melynél a gőz a folyadékkel hőmérsékleti egyensúlyban levőnek tekinthető. A mintát tartalmazó tégely mindkét típusnál le van zárva egy fedéllel, melyen keresztül be lehet juttatni a gyújtóforrást. Rendes körülmények között a zárt tégelyes készülékek alacsonyabb lobbanáspontot mérnek, mint a nyitottak (a különbség jellemzően 5-10 °C), és jobb közelítését adják annak a hőmérsékletnek, amelynél a gőznyomás eléri az alsó gyulladási határt.
A lobbanáspont inkább kísérleti adat, semmint alapvető fizikai paraméter. A mért érték a készüléktől és mérési eljárástól függően – többek között (automata készülék esetén) a melegítés sebességétől, az egyensúly beállásához hagyott időtől, a minta térfogatától és esetleges keverésétől – változik.

### Szabványok
Az anyagok lobbanáspontját szabványos vizsgálati módszerek szerint határozzák meg. Ezek a vizsgálati eljárások meghatározzák a mérés elvégzéséhez szükséges berendezést, a vizsgálat kulcsfontosságú paramétereit, a vizsgálatot végző személy vagy automatizált berendezés által követendő folyamatot, és a vizsgálati módszer pontosságát.
A szabványos vizsgálati módszereket nemzeti és nemzetközi bizottságok és szervezetek írják és ellenőrzik. A három fő testület a CEN / ISO Joint Working Group on Flash Point (JWG-FP), ASTM D02.8B Flammability Section és az Energy Institute TMS SC-B-4 Flammability Panel.
A folyadékok lobbanáspontjának mérési módszereinek leírására számos szabvány létezik. A  Pensky–Martens zárt tégelyes mérést például az ASTM D93, IP34, ISO 2719, DIN 51758, JIS K2265 és AFNOR M07-019 részletezi. A Small Scale zárt tégelyes lobbanáspont mérést az ASTM D3828 és D3278, az EN ISO 3679 és 3680, valamint az IP 523 és 524 írja le.

## Néhány anyag lobbanáspontja
| Üzemanyag                | Lobbanáspont | Öngyulladási hőmérséklet |
| ------------------------ | ------------ | ------------------------ |
| Etanol                   | 12,8 °C      | 365 °C                   |
| Benzin                   | <−40 °C      | 246 °C                   |
| Dízel                    | >62 °C       | 210 °C                   |
| Kerozin                  | >55 °C       | 210 °C                   |
| Petróleum (paraffinolaj) | >38–72 °C    | 220 °C                   |
| Növényi olaj             | 327 °C       |                          |
| Biodízel                 | >130 °C      |                          |

A benzint olyan motorokban használják, melyekben elektromos szikra biztosítja a gyújtást. Az üzemanyagot levegővel előkeverik, hogy a gyulladási határon belül legyen, és a lobbanáspontja fölé melegítik, majd gyújtógyertyával meggyújtják. Az üzemanyag nem gyulladhat meg hamarabb a forró motorban. A benzinnek ezért alacsony lobbanásponttal, de magas öngyulladási hőmérséklettel kell rendelkeznie.
A dízelolaj lobbanáspontja 52 °C és 96 °C között változik. A dízelolajat nagy kompressziójú motorokban történő felhasználásra szánják. Ezekben a levegőt annyira összenyomják, hogy az a dízelolaj öngyulladási hőmérséklete fölé melegedik, az üzemanyagot ekkor nagy nyomással beporlasztják úgy, hogy a levegő-üzemanyag keverék a dízelolaj gyulladási határán belül maradjon. Gyújtóforrásra nincs szükség. A dízelolajnak ezért magas lobbanásponttal és alacsony öngyulladási hőmérséklettel kell rendelkeznie.
A kerozin lobbanáspontja is nagy mértékben változó. A Jet A és Jet A–1 lobbanáspontja 38 °C és 66 °C közötti, ami a paraffinéhoz közeli. Ezzel szemben a Jet B és FP–4 lobbanáspontja −23 °C és −1 °C közötti.

## Gázkeverékek robbanása
Gázok adott arányú keveréke belobbanáskor hirtelen, nagy energiájú reakciót hoz létre. 
- A metán (CH4) és levegő robbanóképes elegye (keveréke) (a mélyműveléses bányászatban sújtólég). A sújtólég robbanóképessége 4-15% között jelentkezik és 9,5% metántartalomnál a legerőteljesebb - az elindulásához legalább 650 °C fokos gyújtóforrás szükséges.
- A durranógáz a hidrogén és az oxigén 2:1 arányú gázkeveréke. Igen robbanékony, égésterméke a víz.

## Fordítás
- Ez a szócikk részben vagy egészben a Flash point című angol Wikipédia-szócikk ezen változatának fordításán alapul.  Az eredeti cikk szerkesztőit annak laptörténete sorolja fel. Ez a jelzés csupán a megfogalmazás eredetét és a szerzői jogokat jelzi, nem szolgál a cikkben szereplő információk forrásmegjelöléseként.